# Код куће — Кратка историја приватног живота
Код куће — Кратка историја приватног живота (енгл. At Home: A Short History of Private Life) је књига историјског жанра чији је аутор амерички писац Бил Брајсон. Дело описује свакодневни живот појединаца описујући важне сегменте живота попут куповине, архитектуре и географије који су директно утицали на формирање породичног дома каквог данас познајемо.